# Dingshaus
Dingshaus ist ein aus einer Hofschaft hervorgegangener Wohnplatz in der bergischen Großstadt Solingen.

## Geographie
Dingshaus liegt auf dem Höhenrücken südlich des Lochbachtals im Westen des Solinger Stadtbezirks Mitte, auf dem die Beethovenstraße verläuft, nahe der Grenze zu Merscheid. Die ursprüngliche Hofschaft Dingshaus befand sich direkt an der heutigen Beethovenstraße, etwa im Einmündungsbereich der heutigen Ottostraße gegenüber dem Verwaltungsgebäude der Solinger Stadtwerke. Südlich von Dingshaus liegen Unten- und Mittelgönrath, im südlich gelegenen Tal des Viehbachs verläuft außerdem die zur Kraftfahrstraße ausgebaute Landesstraße 141 n (L 141n/Viehbachtalstraße). Im Osten von Dingshaus liegen Kleinenberg und Kreuzweg. Nördlich, im Lochbachtal, liegen Büschberg und die Scheider Mühle. Westlich liegt Höhe, außerdem Limminghofen und das Gewerbe- und Industriegebiet Scheuren. 

## Etymologie
Der Ortsname leitet sich von dem mundartlichen Begriff Denkshus (das Haus des / der Dingers) ab. Denks bzw. Dings wiederum ist von dem Familiennamen Dinger abgeleitet, der auch heute noch in Solingen vorkommt.

## Geschichte
Die Geschichte der einstigen Hofschaft Dingshaus kann bis in das frühe 18. Jahrhundert zurückverfolgt werden. Im Jahre 1715 ist der Ort in der Karte Topographia Ducatus Montani, Blatt Amt Solingen, von Erich Philipp Ploennies mit einer Hofstelle verzeichnet und als Dingshus benannt. Die Topographische Aufnahme der Rheinlande von 1824 verzeichnet den Ort als Dingshaus, ebenso wie die Preußische Uraufnahme von 1844. In der Topographischen Karte des Regierungsbezirks Düsseldorf von 1871 ist der Ort ebenso als Dingshaus verzeichnet.
Nach Gründung der Mairien und späteren Bürgermeistereien Anfang des 19. Jahrhunderts gehörte Dingshaus zur Bürgermeisterei Wald.1815/16 lebten zehn, im Jahr 1830 elf Menschen im als einzelnes Haus bezeichneten Ort.  1832 war der Ort Teil der Zweiten Dorfhonschaft innerhalb der Bürgermeisterei Wald, dort lag er in der Flur V. (Wald). Der nach der Statistik und Topographie des Regierungsbezirks Düsseldorf als Hofstadt kategorisierte Ort besaß zu dieser Zeit zwei Wohnhäuser und zwei landwirtschaftliche Gebäude. Zu dieser Zeit lebten 13 Einwohner im Ort, davon zwei katholischen und elf evangelischen Bekenntnisses. Die Gemeinde- und Gutbezirksstatistik der Rheinprovinz führt den Ort 1871 mit 13 Wohnhäusern und 74 Einwohnern auf. Im Gemeindelexikon für die Provinz Rheinland von 1888 werden 15 Wohnhäuser mit 79 Einwohnern angegeben.

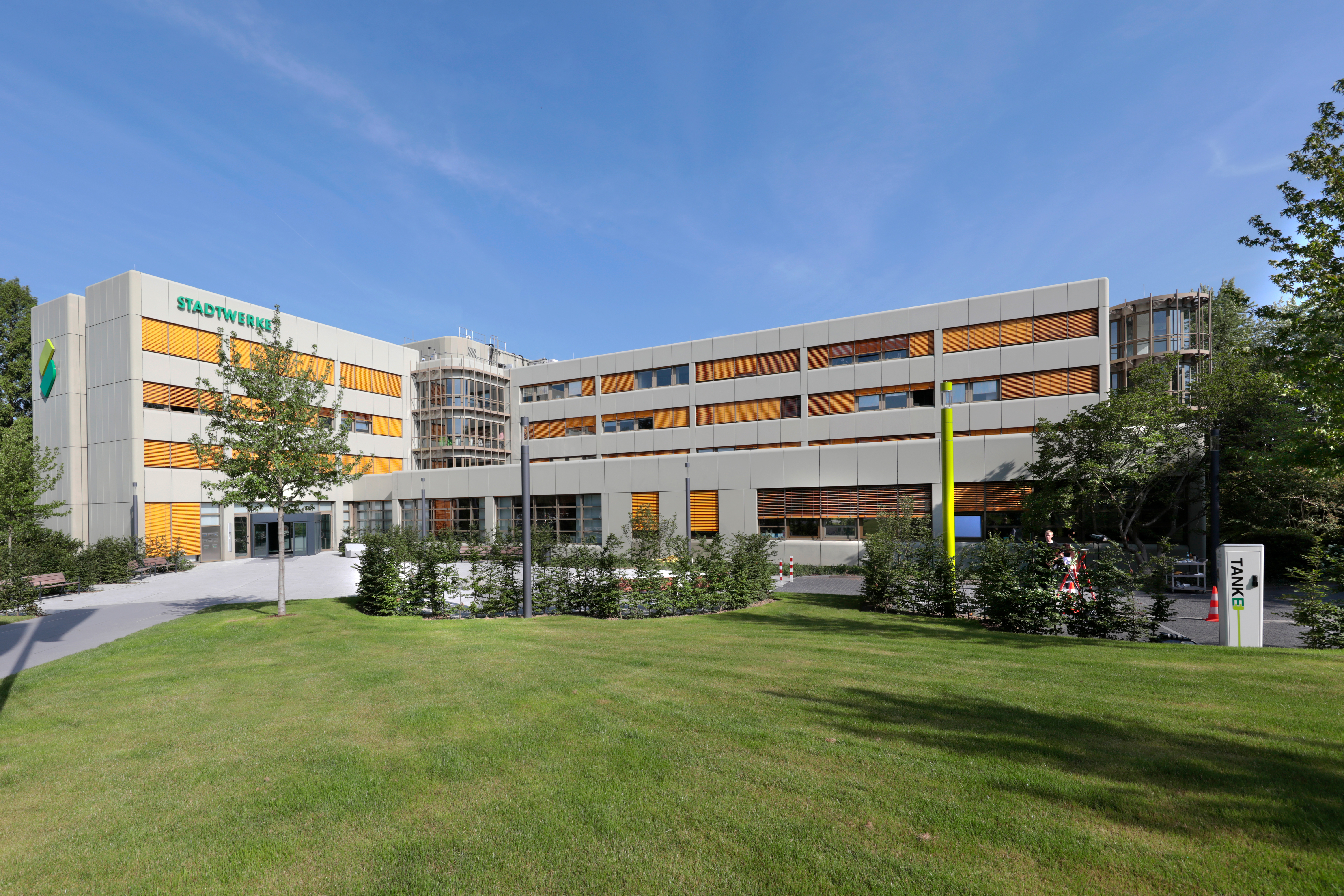
Das im Jahre 1981 eingeweihte Verwaltungsgebäude der Stadtwerke am Dingshaus

Die zu dem Bauernhof Dingshaus ursprünglich gehörenden Gebäude wurden bereits früh niedergelegt. Um die Jahrhundertwende zum 20. Jahrhundert wurde die Ottostraße angelegt, die gesamte dortige Siedlung entstand im Stil der Gründerzeitarchitektur. Mit der Städtevereinigung zu Groß-Solingen im Jahre 1929 wurde Dingshaus ein Ortsteil Solingens. Auf den vormaligen Ackerflächen im Norden von Dingshaus entstand zwischen der Höher, der Büschberger und der Beethovenstraße zu Anfang der 1980er Jahre der Neubau des Verwaltungsgebäudes der Solinger Stadtwerke, der am 9. Oktober 1981 eingeweiht wurde.:57 Heute erinnern noch die etwas abseits gelegene Dingshauser Straße, die zur Hofschaft Mittelgönrath führt, sowie die Bushaltestelle Dingshaus der Obus-Linie 681 an den einstigen Hof.